# Comuna Urechești, Bacău
Urechești este o comună în județul Bacău, Moldova, România, formată din satele Cornățel, Lunca Dochiei, Satu Nou, Slobozia și Urechești (reședința).

## Așezare
Comuna se află în extremitatea sudică a județului, la limita cu județul Vrancea, pe malurile Trotușului. Este străbătută de șoseaua națională DN11A, care leagă Oneștiul de Adjud. La Cornățel, din acest drum se ramifică șoseaua județeană DJ119C, care duce spre sud în județul Vrancea la Ruginești și Pufești (unde se termină în DN2). Tot din DN11A, la Urechești se ramifică șoseaua județeană DJ119A care duce spre nord-est la Sascut (unde se intersectează cu DN2) și mai departe spre sud-est în județul Vrancea la Homocea (unde se termină tot în DN11A). Prin comună trece și calea ferată Adjud–Comănești–Siculeni, pe care este deservită de stația Urechești și de halta de călători Cornățel Moldova.

## Demografie
Componența etnică a comunei Urechești
     Români (93,75%)
     Alte etnii (0,09%)
     Necunoscută (6,16%)
Componența confesională a comunei Urechești
     Ortodocși (93,06%)
     Alte religii (0,6%)
     Necunoscută (6,34%)
Conform recensământului efectuat în 2021, populația comunei Urechești se ridică la 3.359 de locuitori, în creștere față de recensământul anterior din 2011, când fuseseră înregistrați 3.344 de locuitori. Majoritatea locuitorilor sunt români (93,75%), iar pentru 6,16% nu se cunoaște apartenența etnică. Din punct de vedere confesional, majoritatea locuitorilor sunt ortodocși (93,06%), iar pentru 6,34% nu se cunoaște apartenența confesională.

## Politică și administrație
Comuna Urechești este administrată de un primar și un consiliu local compus din 13 consilieri. Primarul, Neculai Stoica[*], de la Alianța Dreapta Unită, este în funcție din 1 noiembrie 2024. Începând cu alegerile locale din 2024, consiliul local are următoarea componență pe partide politice:
|  | Partid                          | Consilieri | Componența Consiliului | Componența Consiliului | Componența Consiliului | Componența Consiliului |
|  | ------------------------------- | ---------- | ---------------------- | ---------------------- | ---------------------- | ---------------------- |
|  | Partidul Național Liberal       | 4          |                        |                        |                        |                        |
|  | Alianța Dreapta Unită           | 4          |                        |                        |                        |                        |
|  | Partidul Social Democrat        | 4          |                        |                        |                        |                        |
|  | Alianța pentru Unirea Românilor | 1          |                        |                        |                        |                        |

## Istorie
La sfârșitul secolului al XIX-lea, comuna făcea parte din plasa Răcăciuni a județului Putna și era formată din satele Urecheștii de Jos și Urecheștii de Sus, cu o populație de 543 de locuitori; ea avea o școală și o biserică. La acea vreme, pe teritoriul actual al comunei mai funcționa în aceeași plasă și comuna Cornățel, alcătuită din satele Cornățel, Lunca Dochiei și Satu Nou, având în total 694 de locuitori ce trăiau în 166 de case. Aici exista doar o biserică ortodoxă, primăria cofinanțând școala din Coțofănești.
Anuarul Socec din 1925 consemnează comunele în aceleași alcătuiri, ele făcând parte din plasa Trotuș a aceluiași județ. Comuna Urechești avea 1323 de locuitori, iar comuna Cornățel — 932.
În 1950, comunele au trecut în administrarea raionului Adjud din regiunea Putna, apoi (după 1952) din regiunea Bârlad și (după 1956) din regiunea Bacău; în timp, comuna Cornățel a fost desființată și inclusă în comuna Urechești, care a preluat și satul Slobozia de la comuna Coțofănești, desființată și ea. În 1968, comuna Urechești, în alcătuirea actuală, a trecut la județul Bacău.

## Personalități născute aici
- Ion Toderașcu (1938 - 2022), istoric.